# Akwen (singel)
Akwen – singel polskiego rapera Kizo. Singel został wydany 4 grudnia 2020 roku. Tekst utworu został napisany przez Patryka Wozińskiego.
Nagranie otrzymało w Polsce status złotej płyty w 2021 roku.
Singel zdobył ponad 7 milionów wyświetleń w serwisie YouTube (2023) oraz ponad 2 miliony odsłuchań w serwisie Spotify (2023).

## Nagrywanie
Utwór został wyprodukowany przez Duit. Tekst do utworu został napisany przez Patryka Wozińskiego.

## Twórcy
- Kizo – słowa[1][2]
- Patryk Woziński – tekst[1]
- Duit – produkcja[1][2]

## Certyfikaty
| Kraj          | Certyfikat  |
| ------------- | ----------- |
| Polska (ZPAV) | złota płyta |